# 阿玛拉普拉县
阿玛拉普拉县是缅甸曼德勒省下辖的一个县。部分地区为曼德勒市发展委员会所管理之曼德勒市域。阿玛拉普拉、米界位于该县。

## 历史
2022年4月30日，由原曼德勒县析置，下辖原阿玛拉普拉镇区。

## 行政区划
阿玛拉普拉县下辖1个镇区：
- 阿玛拉普拉镇区